# Östtysklands herrlandslag i volleyboll
Östtysklands herrlandslag i volleyboll (tyska: Männer-Volleyballnationalmannschaft der DDR) representerade det tidigare Östtyskland i volleyboll på herrsidan. Laget blev världsmästare 1970. samt tog olympiskt silver 1972.

### Fotnoter
1. ↑  Todor Krastev (19 mars 2014). ”Men Volleyball VII World Championship 1970 Sofia (BUL) - 20.09-02.10 - Winner East Germany” (på engelska). Sport Statistics. Arkiverad från originalet den 16 november 2015. https://web.archive.org/web/20151116062117/http://todor66.com/volleyball/World/Men_1970.html. Läst 24 juni 2015.
2. ↑  Todor Krastev (19 mars 1976). ”Men Volleyball XX Olympic Games 1972 Munchen (FRG) 1972 - 27.08-09.09 Winner Japan” (på engelska). Sport Statistics. Arkiverad från originalet den 9 juni 2015. https://web.archive.org/web/20150609065735/http://www.todor66.com/volleyball/Olympics/Men_1972.html. Läst 24 juni 2015.